# نیروی هوایی بلژیک
نیروی هوایی بلژیک (هلندی: Luchtcomponent) نیروی هوایی زیرمجموعه نیروهای مسلح بلژیک است، که در سال ۱۹۱۵ تأسیس شد.